# FC Lorient
FC Lorient (Football Club Lorient-Bretagne Sud) je klub francouzské Ligue 1, sídlící ve městě Lorient. FC Lorient patří k předním klubům Francie. Klub byl založen roku 1926. Hřištěm klubu je Stade du Moustoir s kapacitou 18 500 diváků. V roce 2002 tento klub vyhrál Coupe de France.